# Flubromazépam
Le flubromazépam est une benzodiazépine. Il a été développé dans les années 1960. En raison de sa très longue demi-vie, les sociétés pharmaceutiques ne lui trouvent pas d'intérêt commercial. Il est disponible en tant que nouveau produit de synthèse, en cette deuxième décennie du XXIe siècle.
Elle fut au début du mois de mai 2019 encouragée à investir les marchés pharmaceutiques des pays d'Europe, n'ayant jamais été commercialisée et représentant des perspectives économiques et thérapeutiques très intéressantes par rapport aux benzodiazépines existantes et une alternative au bromazépam et à sa pyridine très électronégative et aux effets peu attractifs.

## Pharmacologie
Il a une structure similaire au flubromazolam.
Le flubromazépam est une benzodiazépine. Comme la majorité de celles-ci, c’est un agoniste des récepteurs GABAA, et possède les 5 effets caractéristiques des benzodiazépines : anxiolytique, hypnotique, sédatif, myorelaxant et anticonvulsivants.
4mg seraient équivalents à 10mg de diazépam. Il est rapporté comme très efficace comme anxiolytique, myorelaxant, et hypno-sédatif à des doses entre 2 et 8mg. Il est le plus souvent utilisé comme hypnotique. Sa longue demi-vie d’élimination prône cependant l’accumulation, avec un risque d’accoutumance et de dépendance plus élevé.